# Grounding (film)
Grounding – Die letzten Tage der Swissair er en schweizisk film, som omhandler Schweiz' traditionsrige nationale flyselskab Swissairs sidste dage inden dets flyflåde blev grounded den 2. oktober 2001. Filmen havde premiere i Schweiz den 19. januar 2006 og over 50.000 biografgængere så filmen den første uge. Til og med midten af juni måned 2006 fik filmen 360.000 biografbesøg, hvilket gør den til en af de mest sete film i Schweiz nogensinde. Filmen var nomineret i kategorien Bedste spillefilm i forbindelse med Schweizer Filmpreis i 2007.
Filmen skildrer historien om Mario A. Cortis skæbne som den sidste administrerende direktør for Swissair såvel som de mange navnløse personer, der mistede deres job og hjem i malstrømmens af Swissairs konkurs, som havde en stor påvirkning på landets økonomi og moral, og hvordan det nationale symbols konkurs kom så vidt.